# Hrabstwo Emmet (Michigan)
Hrabstwo Emmet (ang. Emmet County) – hrabstwo w stanie Michigan w Stanach Zjednoczonych. Obszar całkowity hrabstwa obejmuje powierzchnię 882,26 mil2 (2 285,06 km²). Według danych z 2010 r. hrabstwo miało 32 694 mieszkańców. Hrabstwo powstało 1 kwietnia 1840 roku jako Hrabstwo Tonedagana. 8 marca 1843 roku nazwa hrabstwa została zmieniona na obecną i nosi imię Roberta Emmeta - irlandzkiego bohatera narodowego.

## Miasta
- Harbor Springs
- Petoskey

## Wioski
- Alanson
- Pellston

## CDP
- Brutus
- Carp Lake
- Conway
- Cross Village
- Levering
- Oden
- Ponshewaing

## Sąsiednie hrabstwa
- Hrabstwo Mackinac (północ)
- Hrabstwo Cheboygan (wschód)
- Hrabstwo Charlevoix (południe)